# Isabel Skolmen
Isabel Ødegård Skolmen, född 1975, är en norsk fotomodell, skådespelare, sångare, komiker och konferencier.

## Biografi
Skolmen deltog 2012 i Norsk Melodi Grand Prix (MGP) med låten I've Got You, skriven tillsammans med låtskrivaren Thom Hell.
Skolmen gifte sig 2014 med skådespelaren Christian Skolmen, son till skådespelaren Jon Skolmen.

## Filmografi (i urval)
- 2013–2023 – Grannar emellan (TV-serie)
- 2019 – Bäst före (TV-serie)